# Аліса (герцогиня Глостерська)
Принцеса Аліса, герцогиня Глостерська (англ.  Princess Alice, Duchess of Gloucester, до шлюбу Монтегю-Дуглас-Скотт (англ.  Montagu Douglas Scott); 25 грудня 1901, Вестмінстер, Лондон — 29 жовтня 2004, Кенсінгтонський палац, Лондон) — дружина, а потім вдова Генрі, герцога Глостерського, третього сина короля Георга V і Марії Текської, брата королів Едуарда VIII і Георга VI.
Як виняток, після смерті чоловіка отримала титул принцеси Великої Британії. Одна з двох членів королівської сім'ї Великої Британії (іншою була королева-мати Єлизавета), яка прожила понад 100 років.

## Раннє життя

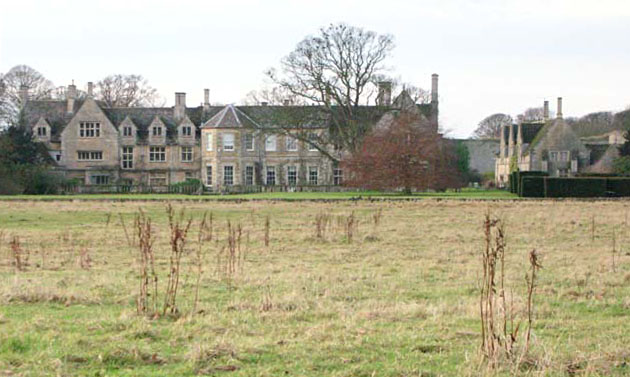
Маєток Барнвелл Манор

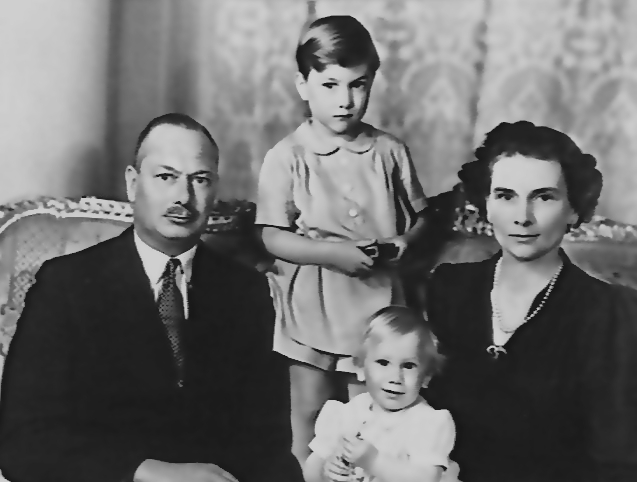
Герцог і герцогиня Глостер зі своїми двома синами Вільгельмом (стоячи) і Річардом в Канберрі

Аліса Кристабель Монтегю-Дуглас-Скотт народилася 25 грудня 1901 року в Монтегю-хаус у Вестмінстері, в одному з районів Лондона. Її батьком був Джон Монтегю-Дуглас-Скотт, 7-й герцог Баклю і 9-й герцог Квінсберрі, матір'ю — леді Маргарет Бріджмен. Леді Аліса по лінії батька була нащадком англійського короля Карла II. Новонародженій дали друге ім'я Кристабель на знак того, що вона народилася у переддень Різдва. Аліса більшу частину дитинства провела в маєтках родини в різних регіонах Великої Британії.

## Шлюб
У серпні 1935 року Аліса побралася з принцом Генрі Великобританським, герцогом Глостерським. Він був третім сином короля Георга V і його дружини королеви Марії Текської. Він був братом короля Едуарда VIII і Георга VI, а також дядьком королеви Єлизавети II. Генрі і Аліса одружилися 6 листопада 1935 року у Букінгемському палаці. Проведення весілля було заплановано у Вестмінстерському абатстві, але 19 жовтня помер батько нареченої, стан короля також був дуже важким. Весілля вирішили провести у більш вузькому колі. Серед гостей на весіллі були присутні король і королева, сестра леді Ангела Скотт, племінниця леді Елізабет Скотт, Клер Філіппс, Енн Хокінс, племінниці чоловіка принцеси Єлизавета і Маргарет Йоркські, двоюрідна сестра чоловіка леді Маргарет Кембриджська. Через два місяці 20 січня 1936 року король Георг V помер. Королем став брат Генрі — Едуард.
Спочатку подружжя жило в Олдершоті, де її чоловік проходив військову службу. Після зречення у грудні 1936 року короля Едуарда VIII Генрі залишив службу і став більше часу приділяти громадським обов'язкам. Подружжя почало проживати у Сент-Джеймському палаці в Лондоні, а у 1938 році придбали маєток Барнвелл Манор у Нортгемптонширі. У шлюбі народила двох синів:
- Вільям Глостерський (18 грудня 1941 — 28 серпня 1972) — загинув в авіаційній катастрофі, одружений не був;
- Річард, герцог Глостерський (нар. 26 серпня 1944) — наступний герцог Глостерський.

Виконуючи свої королівські обов'язки, герцог і герцогиня багато подорожували. 

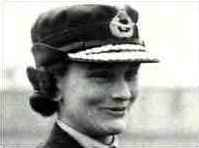
Герцогиня у формі комендантки Жіночої авіації

Під час Другої світової війни герцогиня працювала в Червоному хресті та Ордені Святого Іоанна. Вона стала головою Жіночого допоміжного військово-повітряного корпусу (WAAF) у 1939 році як старша контролерка. Вона також виконувала обов'язки заступниці королеви Єлизавети, дружини Георга VI у корпусі медсестер Лондона.
Коли WAAF були перетворені у Жіночі королівські військово-повітряні сили (WRAF) у 1949 році, вона була призначена на посаду головнокомандувачки повітряних сил (еквівалент віцемаршала повітряних сил у звичайних ВПС) 1 лютого 1949 року. Вона була підвищена до маршала повітряних сил 1 вересня 1968, і головного маршала повітряних сил в ВПС 23 лютого 1990 року
З 1945 по 1947 Аліса з чоловіком жила в Канберрі, столиці Австралії, де він був призначений генерал-губернатором. Герцогиня Глостерська була полковницею близько десятка полків Великої Британії, серед яких Шотландський полк Borderers. Нортгемптонширский полк, Другий Англійський східний полк, Королівський полк Англії, полк Королівських гусар, Королівський Ірландський Рейнджерс-полк.

## Подальше життя
28 серпня 1972 року її старший син Вільям загинув в авіаційній катастрофі. Спадкоємцем став молодший син Річард.
10 червня 1974 року її чоловік помер. Після його смерті королева Єлизавета II дала своїй тітці титул Її Королівська Високість Аліса, герцогиня Глостер, а також, як виняток, надала їй титул принцеси Великої Британії, який раніше отримували лише принцеси за народженням.
У 1981 році були опубліковані мемуари принцеси, Спогади принцеси Аліси, герцогині Глостер. У 1991 році вона випустила книгу знову, як Спогади про дев'яносто років. У 1994 році через фінансові проблеми принцеса Аліса переїхала з маєтку Барнвелл Манор в Кенсінгтонський палац, де стала жити з сином і невісткою. У 1999 році було оголошено, що принцеса Аліса більше не може виконувати громадські обов'язки за межами Кенсінгтонського палацу.
У грудні 2001 року вона разом з родиною відзначала свій сторічний ювілей. Це був останній публічний вихід герцогині Глостер (а також останній вихід принцеси Маргарет, сестри королеви Єлизавети II, яка помре 9 лютого 2002 року). Після смерті у віці 101 року королеви-матері Єлизавети, принцеса Аліса стала найстарішим членом британської королівської сім'ї.
21 серпня 2003 року герцогиня Глостер стала найстарішим членом британської королівської сім'ї за всю історію.
Аліса Глостерська померла 29 жовтня 2004 року у сні в Кенсингтонському палаці. Її похорон відбувся 5 листопада в каплиці Святого Георгія у Віндзорі. Похована поряд із чоловіком і старшим сином на королівському цвинтарі Фрогмор. У жалобній процесії взяла участь королева Єлизавета II та інші члени королівської родини.

## Титули та нагороди

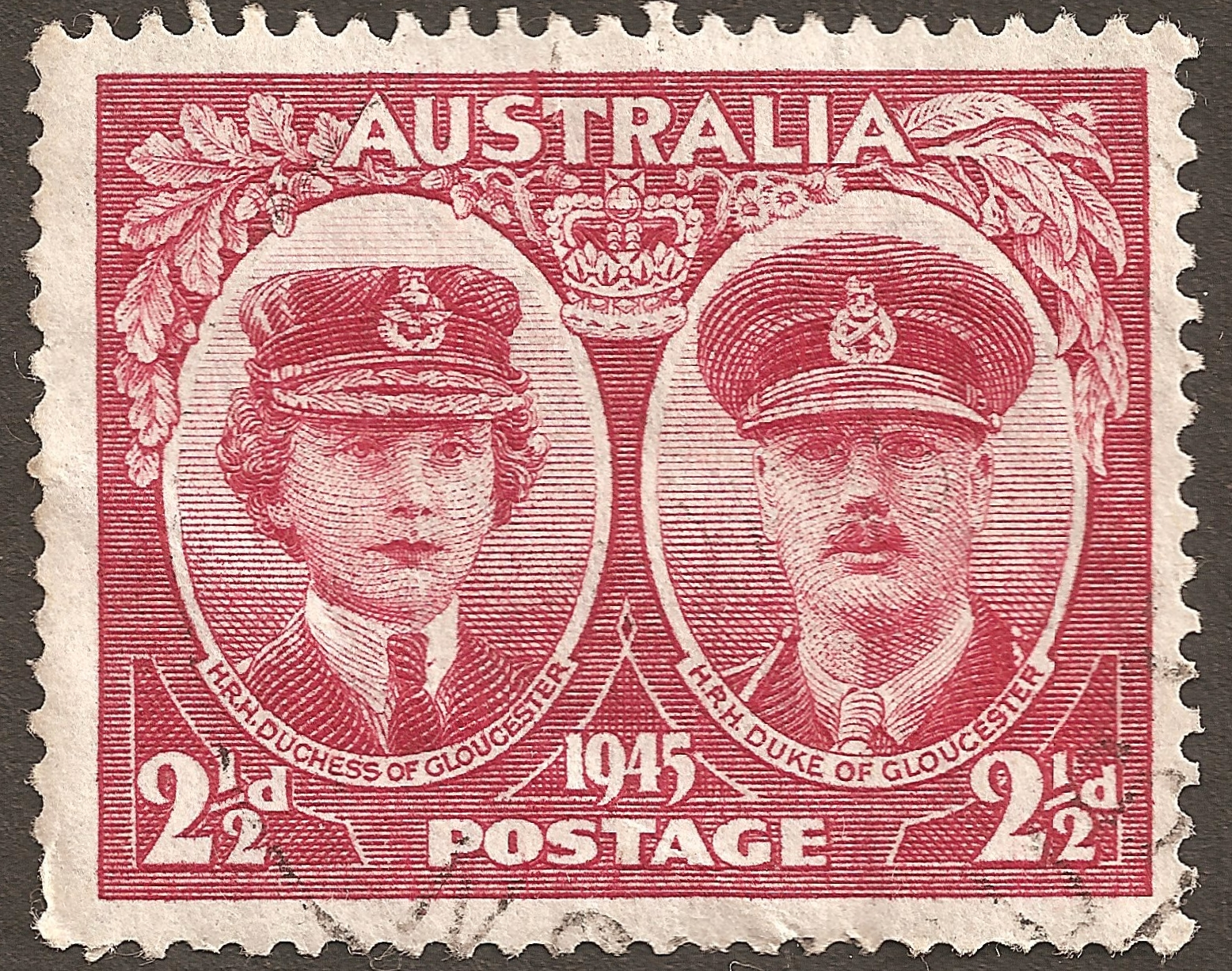
Подружжя на австралійській марці, 1945

### Титули
- 25 грудня 1901 — 5 листопада 1935: Леді Аліса Монтегю-Дуглас-Скотт
- 6 листопада 1935 — 10 червня 1974: Її Королівська Високість Герцогиня Глостерская
- 10 червня 1974 — 29 жовтня 2004: Її Королівська Високість Принцеса Аліса, герцогиня Глостер

### Нагороди

#### Велика Британія
- GCB: Орден Лазні, 2 квітня 1975
- CI: Орден Індійської корони, 9 червня 1937[21]
- GCVO: Королівський Вікторіанський орден, 1948
- GBE: Орден Британської імперії, 11 травня 1937
- GCStJ: Орден Святого Іоанна Єрусалимського, 1936
- Королівський сімейний орден короля Георга V (англ.), 1935
- Королівський сімейний орден Георга VI, 1937
- Королівський сімейний орден Єлизавети II, 1952

Зарубіжні
- Орден Корони Румунії, 1938
- Орден досконалості, 1950
- Орден цариці Савської, 1958

## Родовід
|  | |  |  |  |  |  |  |  |  |  |  |  |  |  |  |  |
|  | 8. Влтер Монтегю-Дуглас-Скотт, 5-й герцог Баклю (англ. Walter Montagu Douglas Scott, 5th Duke of Buccleuch)   |  |  |  |  |  |  |  |  |  |  |  |  |  |  |  |
|  | |  |  |  |  |  |  |  |  |  |  |  |  |  |  |  |
|  | |  |  |  |  |  |  |  |  |  |  |  |  |  |  |  |
|  | 4. Вільям Монтегю-Дуглас-Скотт, 6-й герцог Баклю (англ. William Montagu Douglas Scott, 6th Duke of Buccleuch) |  |  |  |  |  |  |  |  |  |  |  |  |  |  |  |
|  | |  |  |  |  |  |  |  |  |  |  |  |  |  |  |  |
|  | |  |  |  |  |  |  |  |  |  |  |  |  |  |  |  |
|  | 9. Шарлотта Фінне (англ. Lady Charlotte Thynne)                                                               |  |  |  |  |  |  |  |  |  |  |  |  |  |  |  |
|  | |  |  |  |  |  |  |  |  |  |  |  |  |  |  |  |
|  | |  |  |  |  |  |  |  |  |  |  |  |  |  |  |  |
|  | 2. Джон Монтегю-Дуглас-Скотт, 7-й герцог Баклю (англ. John Montagu Douglas Scott, 7th Duke of Buccleuch)      |  |  |  |  |  |  |  |  |  |  |  |  |  |  |  |
|  | |  |  |  |  |  |  |  |  |  |  |  |  |  |  |  |
|  | |  |  |  |  |  |  |  |  |  |  |  |  |  |  |  |
|  | 10. Джеймс Гамільтон, 1-й герцог Аберкорн (англ. James Hamilton, 1st Duke of Abercorn)                        |  |  |  |  |  |  |  |  |  |  |  |  |  |  |  |
|  | |  |  |  |  |  |  |  |  |  |  |  |  |  |  |  |
|  | |  |  |  |  |  |  |  |  |  |  |  |  |  |  |  |
|  | 5. Луїза Гамільтон (англ. Lady Louisa Hamilton)                                                               |  |  |  |  |  |  |  |  |  |  |  |  |  |  |  |
|  | |  |  |  |  |  |  |  |  |  |  |  |  |  |  |  |
|  | |  |  |  |  |  |  |  |  |  |  |  |  |  |  |  |
|  | 11. Луїза Рассел (англ. Lady Louisa Russell)                                                                  |  |  |  |  |  |  |  |  |  |  |  |  |  |  |  |
|  | |  |  |  |  |  |  |  |  |  |  |  |  |  |  |  |
|  | |  |  |  |  |  |  |  |  |  |  |  |  |  |  |  |
|  | 1. Принцеса Аліса (герцогиня Глостерська)                                                                     |  |  |  |  |  |  |  |  |  |  |  |  |  |  |  |
|  | |  |  |  |  |  |  |  |  |  |  |  |  |  |  |  |
|  | |  |  |  |  |  |  |  |  |  |  |  |  |  |  |  |
|  | 12. Орландо Бріджмен, 3-й граф Бредфорд (англ. Orlando Bridgeman, 3rd Earl of Bradford)                       |  |  |  |  |  |  |  |  |  |  |  |  |  |  |  |
|  | |  |  |  |  |  |  |  |  |  |  |  |  |  |  |  |
|  | |  |  |  |  |  |  |  |  |  |  |  |  |  |  |  |
|  | 6. Джордж Бріджмен, 4-й граф Брэдфорд (англ. George Bridgeman, 4th Earl of Bradford)                          |  |  |  |  |  |  |  |  |  |  |  |  |  |  |  |
|  | |  |  |  |  |  |  |  |  |  |  |  |  |  |  |  |
|  | |  |  |  |  |  |  |  |  |  |  |  |  |  |  |  |
|  | 13. Селін Луїза Форестер (англ. Selina Louisa Forester)                                                       |  |  |  |  |  |  |  |  |  |  |  |  |  |  |  |
|  | |  |  |  |  |  |  |  |  |  |  |  |  |  |  |  |
|  | |  |  |  |  |  |  |  |  |  |  |  |  |  |  |  |
|  | 3. Маргарет Бріджмен (англ. Lady Margaret Bridgeman)                                                          |  |  |  |  |  |  |  |  |  |  |  |  |  |  |  |
|  | |  |  |  |  |  |  |  |  |  |  |  |  |  |  |  |
|  | |  |  |  |  |  |  |  |  |  |  |  |  |  |  |  |
|  | 14. Річард Ламлі, 9-й граф Скарбро (англ. Richard Lumley, 9th Earl of Scarbrough)                             |  |  |  |  |  |  |  |  |  |  |  |  |  |  |  |
|  | |  |  |  |  |  |  |  |  |  |  |  |  |  |  |  |
|  | |  |  |  |  |  |  |  |  |  |  |  |  |  |  |  |
|  | 7. Іда Френсіс Анабелла Ламлі (англ. Lady Ida Frances Annabella Lumley)                                       |  |  |  |  |  |  |  |  |  |  |  |  |  |  |  |
|  | |  |  |  |  |  |  |  |  |  |  |  |  |  |  |  |
|  | |  |  |  |  |  |  |  |  |  |  |  |  |  |  |  |
|  | 15. Фредеріка Марія Аделіза Драммонд (англ. Frederica Mary Adeliza Drummond)                                  |  |  |  |  |  |  |  |  |  |  |  |  |  |  |  |
|  | |  |  |  |  |  |  |  |  |  |  |  |  |  |  |  |
|  | |  |  |  |  |  |  |  |  |  |  |  |  |  |  |  |